# Leichtathletik-Halleneuropameisterschaften 2019/Teilnehmer (Großbritannien & Nordirland)
| Gelbes Symbol für Goldmedaillen mit stilisierten Olympischen Ringen | Graues Symbol für Silbermedaillen mit stilisierten Olympischen Ringen | Braundes Symbol für Bronzemedaillen mit stilisierten Olympischen Ringen |
| ------------------------------------------------------------------- | --------------------------------------------------------------------- | ----------------------------------------------------------------------- |
| 4                                                                   | 6                                                                     | 2                                                                       |

Aus Großbritannien&Nordirland nahmen 27 Athletinnen und 24 Athleten bei den Leichtathletik-Halleneuropameisterschaften 2019 in Glasgow teil, die zwölf – und damit die meisten – Medaillen (4 × Gold, 6 × Silber und 2 × Bronze) errangen und einen Meisterschaftsrekord sowie eine Weltjahresbestleistung aufstellten.
Der Britische Leichtathletikverband hatte am 17. Februar 2019 mit 48 Athletinnen und Athleten die bis dato größte Mannschaft für eine Hallen-EM und mit 26 Frauen zu 22 Männern mehr Sportlerinnen als Sportler aufgestellt, sowie das bis dahin größte schottische Kontingent von neun Personen. Charlie Da’Vall Grice sagte wegen einer Fußverletzung ab, für ihn wurde Sam Atkin nachnominiert. Später fanden sich noch die beiden Staffelläufer Ben Claridge und Jessie Knight, die jedoch nicht eingesetzt wurden, sowie Mehrkämpferin Niamh Emerson, die Silber holte, auf der 51 Namen umfassenden Meldeliste.

## Ergebnisse

### Frauen

#### Laufdisziplinen
| Athletin                                                                                              | Disziplin         | Vorlauf        | Vorlauf | Halbfinale         | Halbfinale         | Finale             | Finale             |
| Athletin                                                                                              | Disziplin         | Zeit           | Platz   | Zeit               | Platz              | Zeit               | Platz              |
| --- | ----------------- | -------------- | ------- | ------------------ | ------------------ | ------------------ | ------------------ |
| Kristal Awuah                                                                                         | 60 m              | 7,26 s         | 5       | 7,22 s             | 5                  | 7,15 s PB          | 4                  |
| Rachel Miller                                                                                         | 60 m              | 7,24 s         | 3       | 7,37 s             | 16                 | nicht qualifiziert | nicht qualifiziert |
| Asha Philip                                                                                           | 60 m              | 7,23 s         | 2       | 7,19 s             | 2                  | 7,15 s             | Bronze             |
| Amber Anning                                                                                          | 400 m             | 53,26 s        | 17      | nicht qualifiziert | nicht qualifiziert | nicht qualifiziert | nicht qualifiziert |
| Zoey Clark                                                                                            | 400 m             | 53,85 s        | 30      | nicht qualifiziert | nicht qualifiziert | nicht qualifiziert | nicht qualifiziert |
| Eilidh Doyle                                                                                          | 400 m             | 52,81 s        | 9       | 53,28 s            | 10                 | nicht qualifiziert | nicht qualifiziert |
| Shelayna Oskan-Clarke                                                                                 | 800 m             | 2:03,50 min    | 7       | 2:03,11 min        | 6                  | 2:02,58 min        | Gold               |
| Mari Smith                                                                                            | 800 m             | 2:03,77 min    | 9       | 2:02,93 min        | 3                  | 2:03,45 min        | 5                  |
| Adelle Tracey                                                                                         | 800 m             | 2:02,51 min    | 2       | 2:03,26 min        | 7                  | nicht qualifiziert | nicht qualifiziert |
| Sarah McDonald                                                                                        | 1500 m            | 4:17,64 min SB | 15      | –––                | –––                | nicht qualifiziert | nicht qualifiziert |
| Laura Muir                                                                                            | 1500 m            | 4:09,29 min    | 5       | –––                | –––                | 4:05,92 min        | Gold               |
| Jemma Reekie                                                                                          | 1500 m            | 4:13,44 min PB | 11      | –––                | –––                | nicht qualifiziert | nicht qualifiziert |
| Melissa Courtney                                                                                      | 3000 m            | –––            | –––     | –––                | –––                | 8:38,22 min PB     | Bronze             |
| Eilish McColgan                                                                                       | 3000 m            | –––            | –––     | –––                | –––                | 8:59,71 min PB     | 7                  |
| Laura Muir                                                                                            | 3000 m            | –––            | –––     | –––                | –––                | 8:30,61 min CR     | Gold               |
| Laviai Nielsen, Zoey Clark, Amber Anning, Eilidh Doyle nicht eingesetzt: Phillipa Lowe, Jessie Knight | 4 × 400 m Staffel | –––            | –––     | –––                | –––                | 3:29,55 min        | Silber             |

#### Sprung/Wurf
| Athletin         | Disziplin      | Qualifikation | Qualifikation | Finale             | Finale             |
| Athletin         | Disziplin      | Höhe/Weite    | Platz         | Höhe/Weite         | Platz              |
| ---------------- | -------------- | ------------- | ------------- | ------------------ | ------------------ |
| Morgan Lake      | Hochsprung     | 1,93 m        | 5             | 1,91 m             | 9                  |
| Holly Bradshaw   | Stabhochsprung | 4,50 m        | 8             | 4,75 m             | Silber             |
| Abigail Irozuru  | Weitsprung     | 6,50 m        | 8             | 6,50 m             | 7                  |
| Jazmin Sawyers   | Weitsprung     | 6,28 m        | 17            | nicht qualifiziert | nicht qualifiziert |
| Jahisha Thomas   | Weitsprung     | 6,34 m        | 14            | nicht qualifiziert | nicht qualifiziert |
| Naomi Ogbeta     | Dreisprung     | 13,80 m       | 9             | nicht qualifiziert | nicht qualifiziert |
| Sophie McKinna   | Kugelstoßen    | 17,18 m       | 10            | nicht qualifiziert | nicht qualifiziert |
| Amelia Strickler | Kugelstoßen    | 16,81 m       | 14            | nicht qualifiziert | nicht qualifiziert |

#### Fünfkampf
| Athletin                  | Disziplin | 60 m Hürden | Hochsprung | Kugelstoßen | Weitsprung | 800 m           | Punkte  | Platz  |
| ------------------------- | --------- | ----------- | ---------- | ----------- | ---------- | --------------- | ------- | ------ |
| Niamh Emerson             | Ergebnis  | 8,54 s PB   | 1,87 m =PB | 13,93 m PB  | 6,29 m PB  | 2:12,56 min PB  | 4731 PB | Silber |
| Niamh Emerson             | Punkte    | 1008        | 1067       | 789         | 940        | 927             | 4731 PB | Silber |
| Katarina Johnson-Thompson | Ergebnis  | 8,27 s =SB  | 1,96 m =CB | 13,15 m PB  | 6,53 m SB  | 2:09,13 min =CB | 4983 WL | Gold   |
| Katarina Johnson-Thompson | Punkte    | 1068        | 1184       | 737         | 1017       | 977             | 4983 WL | Gold   |

### Männer

#### Laufdisziplinen
| Athlet | Disziplin         | Vorlauf     | Vorlauf | Halbfinale         | Halbfinale         | Finale             | Finale             |
| Athlet | Disziplin         | Zeit        | Platz   | Zeit               | Platz              | Zeit               | Platz              |
| --- | ----------------- | ----------- | ------- | ------------------ | ------------------ | ------------------ | ------------------ |
| Ojie Edoburun                                                                                              | 60 m              | 6,67 s      | 2       | 6,63 s SB          | 3                  | 6,67 s             | 7                  |
| Richard Kilty                                                                                              | 60 m              | 6,68 s      | 3       | 6,64 s             | 5                  | 6,66 s             | 4                  |
| Cameron Chalmers                                                                                           | 400 m             | 47,18 s     | 5       | 47,83 s            | 11                 | nicht qualifiziert | nicht qualifiziert |
| Alex Haydock-Wilson                                                                                        | 400 m             | 47,88 s     | 18      | nicht qualifiziert | nicht qualifiziert | nicht qualifiziert | nicht qualifiziert |
| Owen Smith                                                                                                 | 400 m             | 47,50 s     | 12      | 47,39 s            | 10                 | nicht qualifiziert | nicht qualifiziert |
| Guy Learmonth                                                                                              | 800 m             | 1:48,98 min | 14      | DNF                | –                  | nicht qualifiziert | nicht qualifiziert |
| Joe Reid                                                                                                   | 800 m             | 1:48,56 min | 6       | 1:51,26 min        | 11                 | nicht qualifiziert | nicht qualifiziert |
| Jamie Webb                                                                                                 | 800 m             | 1:47,96 min | 2       | 1:48,85 min        | 2                  | 1:47,13 min PB     | Silber             |
| Robbie Fitzgibbon                                                                                          | 1500 m            | 3:43,09 min | 3       | –––                | –––                | 3:47,08 min        | 8                  |
| Elliot Giles                                                                                               | 1500 m            | 3:48,76 min | 16      | –––                | –––                | nicht qualifiziert | nicht qualifiziert |
| Neil Gourley                                                                                               | 1500 m            | 3:46,63 min | 8       | –––                | –––                | DNS                | –                  |
| Sam Atkin                                                                                                  | 3000 m            | 7:52,12 min | 7       | –––                | –––                | 8:01,43 min        | 8                  |
| Andrew Butchart                                                                                            | 3000 m            | 7:51,28 min | 2       | –––                | –––                | 8:03,11 min SB     | 8                  |
| Chris O’Hare                                                                                               | 3000 m            | 7:53,39 min | 8       | –––                | –––                | 7:57,19 min        | Silber             |
| David King                                                                                                 | 60 m Hürden       | 7,66 s      | 7       | 7,71 s             | 10                 | nicht qualifiziert | nicht qualifiziert |
| Andrew Pozzi                                                                                               | 60 m Hürden       | 7,62 s SB   | 2       | 7,61 s SB          | 2                  | 7,68 s             | 6                  |
| Cameron Chalmers, Joe Brier, Thomas Somers, Alex Haydock-Wilson nicht eingesetzt: Owen Smith, Ben Claridge | 4 × 400 m Staffel | –––         | –––     | –––                | –––                | 3:08,48 min        | 5                  |

#### Sprung/Wurf
| Athlet         | Disziplin  | Qualifikation | Qualifikation | Finale             | Finale             |
| Athlet         | Disziplin  | Höhe/Weite    | Platz         | Höhe/Weite         | Platz              |
| -------------- | ---------- | ------------- | ------------- | ------------------ | ------------------ |
| Chris Baker    | Hochsprung | 2,25 m        | 3             | 2,22 m             | 4                  |
| Feron Sayers   | Weitsprung | 7,57 m        | 9             | nicht qualifiziert | nicht qualifiziert |
| Nathan Douglas | Dreisprung | 16,48 m SB    | 8             | 16,33 m            | 7                  |
| Julian Reid    | Dreisprung | 15,93 m       | 17            | nicht qualifiziert | nicht qualifiziert |

#### Siebenkampf
| Athlet        | Disziplin | 60 m   | Weitsprung | Kugelstoßen | Hochsprung | 60 m Hürden | Stabhochsprung | 1000 m         | Punkte | Platz  |
| ------------- | --------- | ------ | ---------- | ----------- | ---------- | ----------- | -------------- | -------------- | ------ | ------ |
| Tim Duckworth | Ergebnis  | 6,85 s | 7,79 m SB  | 12,97 m     | 2,13 m     | 8,16 s      | 5,00 m         | 2:49,44 min PB | 6156   | Silber |
| Tim Duckworth | Punkte    | 936    | 1007       | 665         | 925        | 942         | 910            | 771            | 6156   | Silber |